# Бернард Липпе-Бистерфельдский (1872—1934)
Бернард Липпе-Бистерфельдский (нем. Bernhard zur Lippe-Biesterfeld, при рождении Бернард Казимир Вильгельм Густав Генрих Эдуард Липпский (нем. Casimir Bernard Wilhelm Gustav Heinrich Eduard zur Lippe); 26 августа 1872, Бонн, Пруссия — 19 июня 1934, Мюнхен) — член дома Липпе-Бистерфельд, отец принца Бернарда Нидерландского, супруга королевы Юлианы. Дедушка королевы Беатрикс.

## Биография
Бернард родился 26 августа 1872 года в Оберкасселе, пригороде Бонна. Его родителями были граф Эрнст II Липпе-Бистерфельдский, регент княжества Липпе в 1897—1904 годах, и графиня Каролина Вартенслебенская. Он был младшим братом князя Леопольда IV Липпе. Бернард проходил службу в прусской армии, где дослужился до звания майора.
4 марта 1909 года он заключил морганатический брак с Армгард фон Крамм, для которой это был уже второй брак. От Леопольда IV она получила скромный титул графини Липпе-Бистерфельдской. 24 октября 1916 года она стала принцессой Липпе-Бистерфельдской с титулом «Её Светлость». Титул был присвоен и сыновьям четы от Леопольда IV Липпе. Фамилия Бернарда, его супруги и их детей была Липпе-Бистерфельд, чтобы подчеркнуть начало новой ветви дома Липпе. В браке родилось двое сыновей:
- Бернард (1911—2004), супруг королевы Нидерландов Юлианы, отец королевы Беатрикс и дед ныне царствующего короля Виллема-Александра, всего имел четырёх дочерей;
- Ашвин (1914—1988), женат на Симоне Арно, детей не имел.

Умер 19 июня 1934 года в Мюнхене.